# フィリップ＝オーギュスト・ジャンロン
フィリップ＝オーギュスト・ジャンロン（Philippe-Auguste Jeanron、1808年5月11日 - 1877年 3月6日）は、フランスの画家、版画家、文筆家である。フランス第二共和政の時代に、国立美術館の館長などを務め、美術界の復興に貢献した。

## 略歴
パ＝ド＝カレー県のブローニュ＝シュル＝メールに生まれた。父親は軍人で、1809年オーストリア戦役のワルヘレン島をめぐる戦いで捕虜となり、1814年に釈放された後、パリに住んだ。
1928年からコレージュ・ブルボン(Lycée Condorcetの1815-1948の間の名称)で学び多くの共和主義者と知り合った。絵画をグザヴィエ・シガロンに学び、アカデミー・シュイスでも学んだ。義理の兄に紹介されて、革命家のフィリッポ・ブオナローティや政治家のユリス・トレラらの、共和主義者のサークルのメンバーとなった。
1830年に7月革命でブルボン朝の復古王政が倒れ、ルイ・フィリップが国王になると、功績のあった人々に贈られた「十字章」(Ordre de la Croix de Juillet)を受勲した。
1848年にフランス第二共和政が始まると暫定政府によって、国立美術館総局長に任じられ、美術館、美術品を修復し、展示品の再編を行った。テュイルリー宮殿で無審査の絵画、彫刻の展覧会を開いた。
1949年に内務大臣のルドリュ＝ロランが失脚すると、芸術省長官のシャルル・ブランや建築家のフェリックス・デュバンらと意見が対立していたので、国立美術館の仕事を解任され、後任にはエミリアン・ド・ニューウェルケルクが就任した。画家、著述家としての生活に戻り、1863年になって亡くなったエミール・ルーボン(Émile Loubon)の後任としてマルセイユの美術学校の校長になった。
ジョルジョ・ヴァザーリの『画家・彫刻家・建築家列伝』のレオポール・ルクランシェ(Leopold Leclanché)による10巻のフランス語訳の一部をジャンロンは監修し、画家の肖像の挿絵121点を製作した。新聞や雑誌に美術評論を発表した。

## 作品

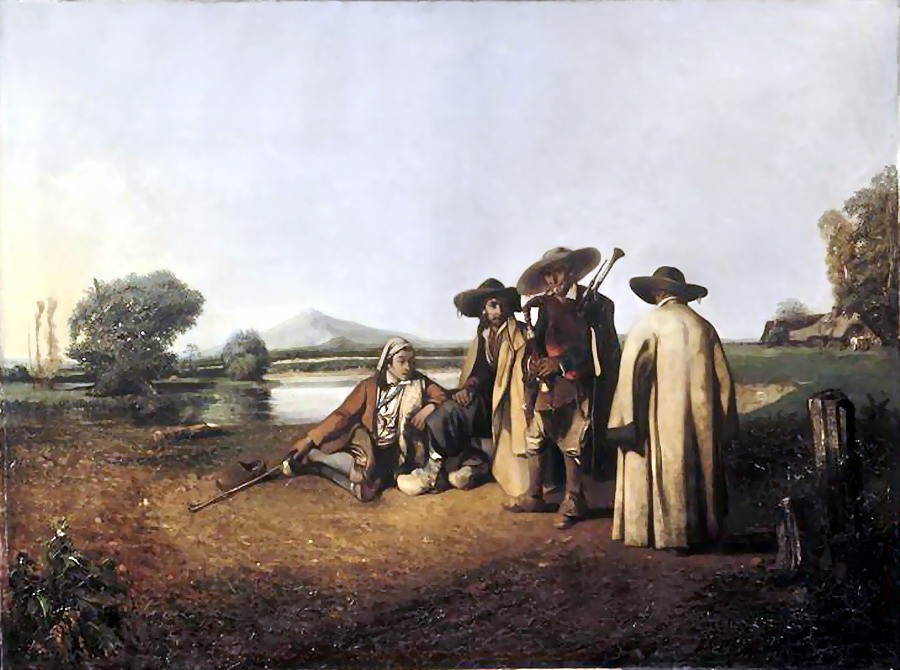
リムザンの農民
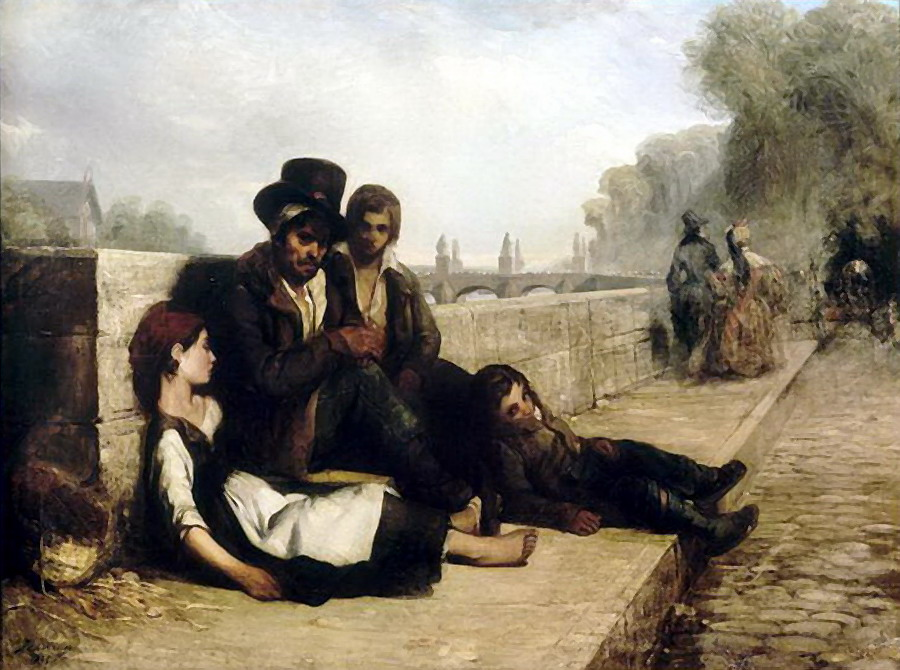
「パリの光景」(1833)
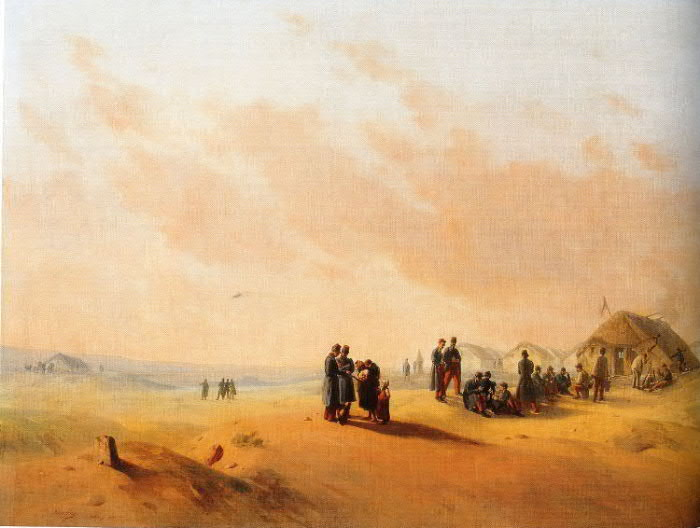
「アンブレウーズの軍営」(1854)

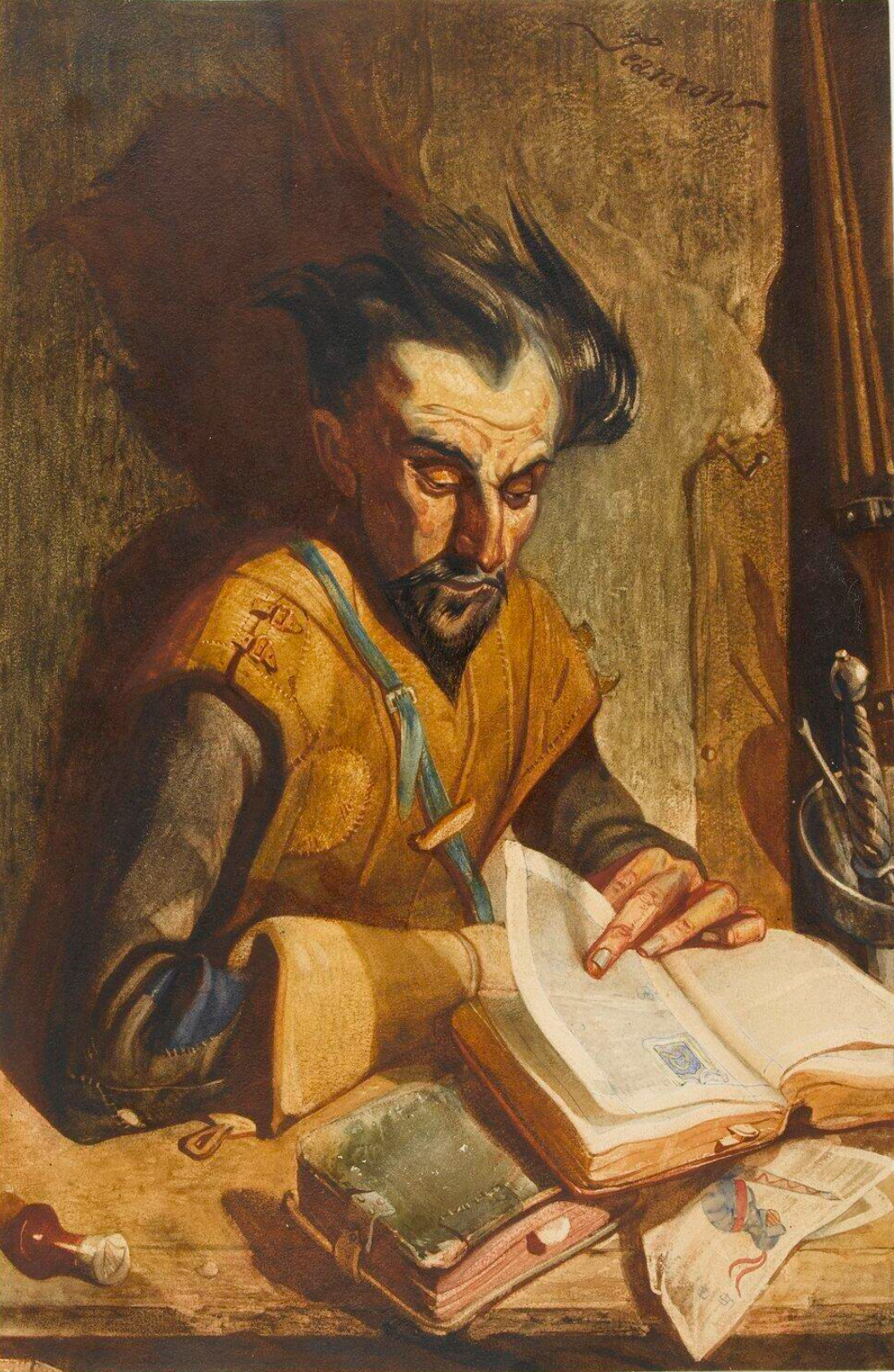
ドンキホーテ
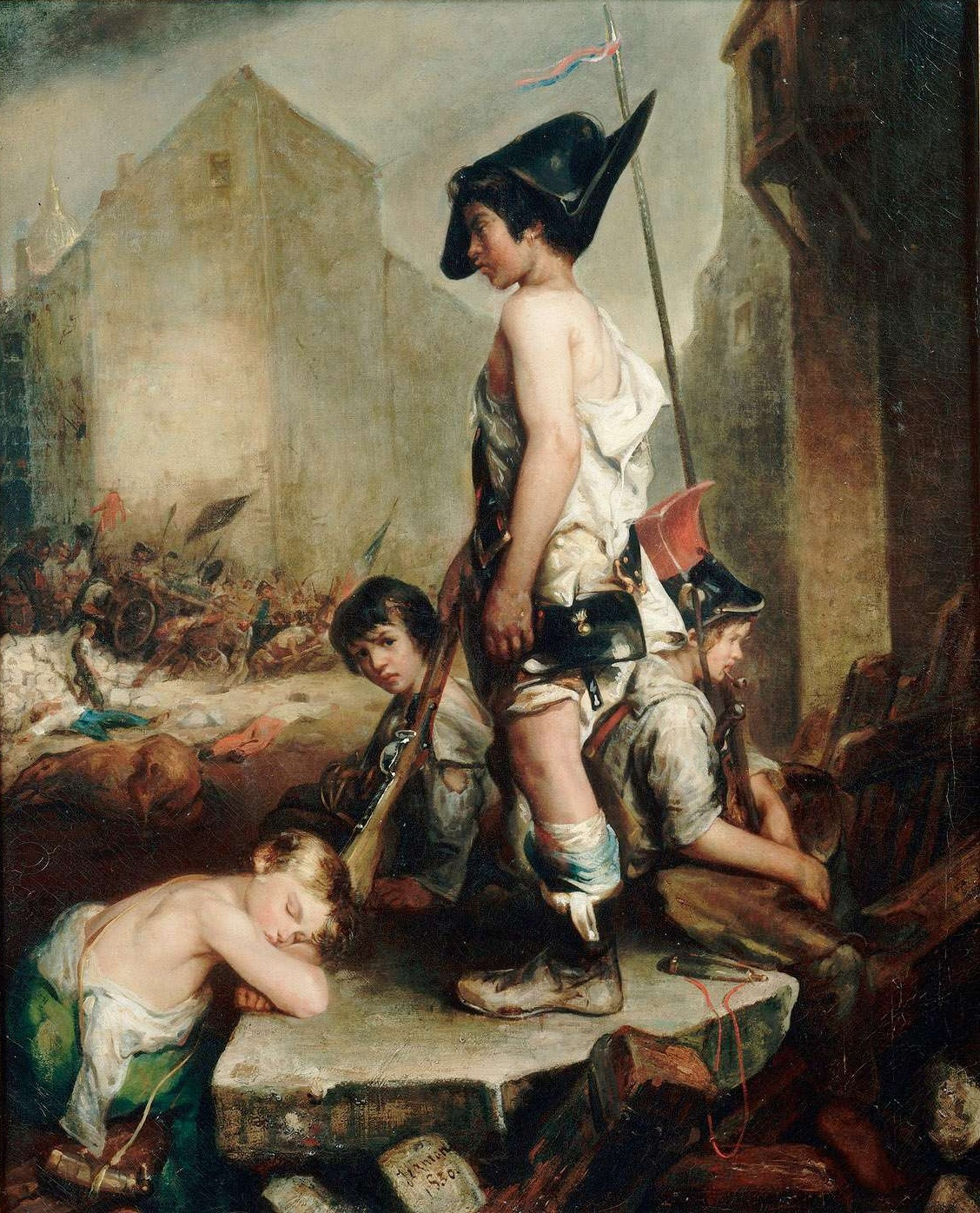
小さい愛国者(1830)
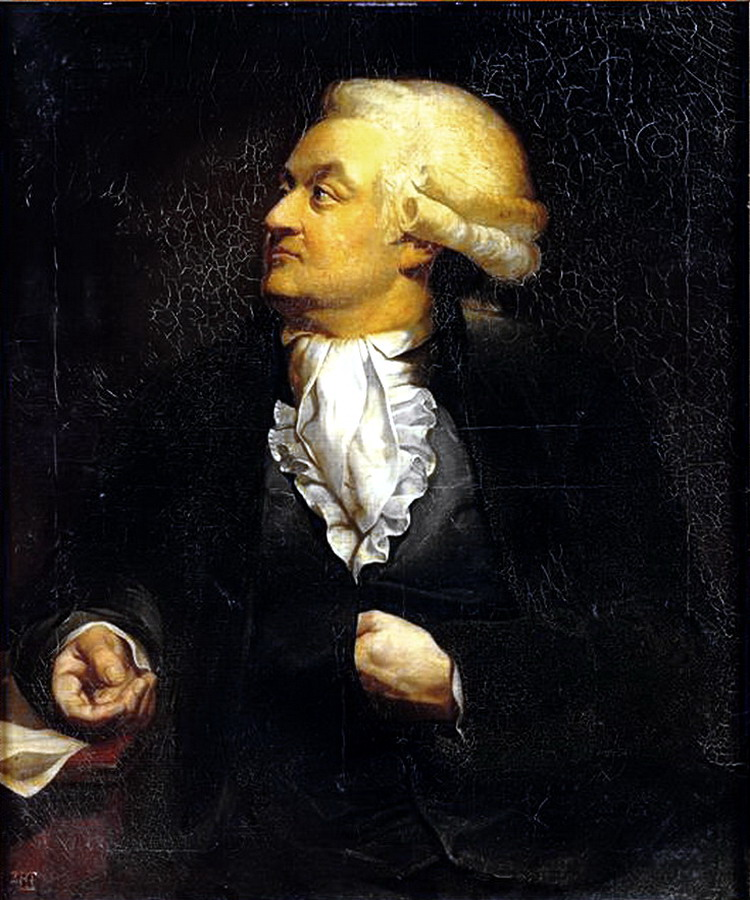
オノーレ・ミラボー-革命指導者
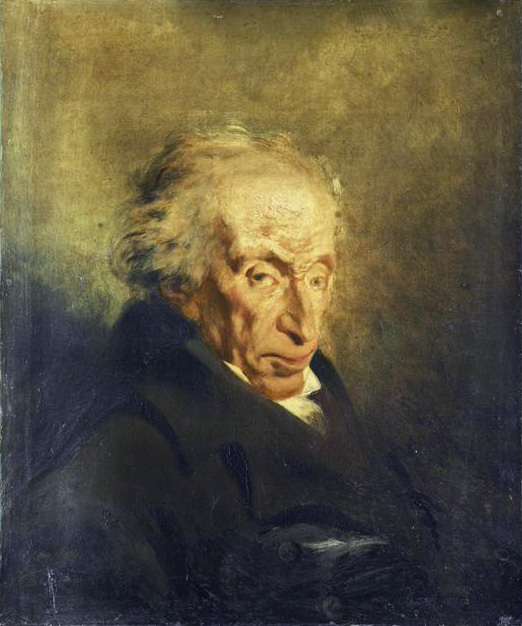
フィリッポ・ブオナローティ- 革命家